# Carmichaelia arborea
Carmichaelia arborea là một loài thực vật có hoa trong họ Đậu. Loài này được (G.Forst.) Druce miêu tả khoa học đầu tiên.

## Hình ảnh

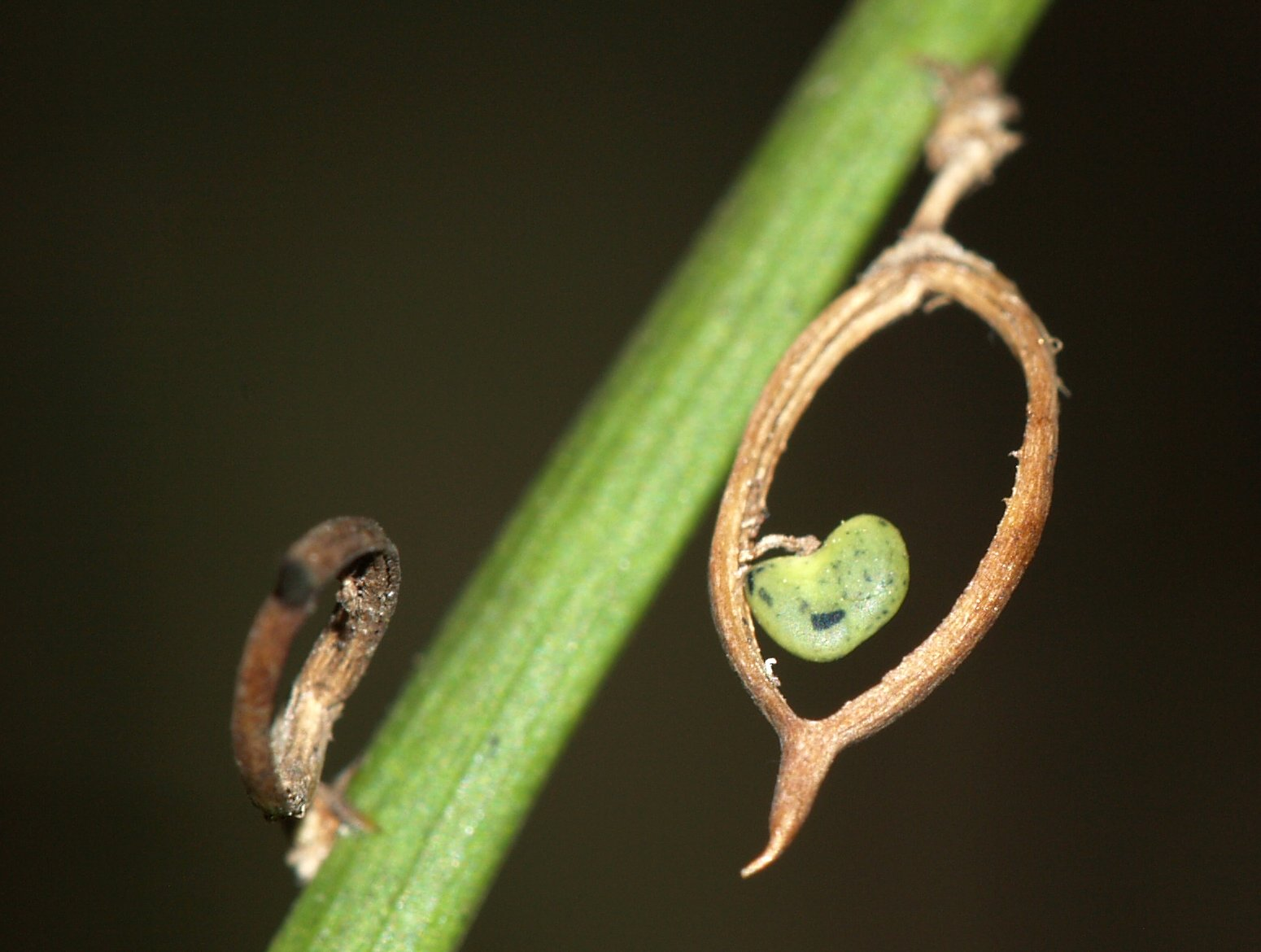
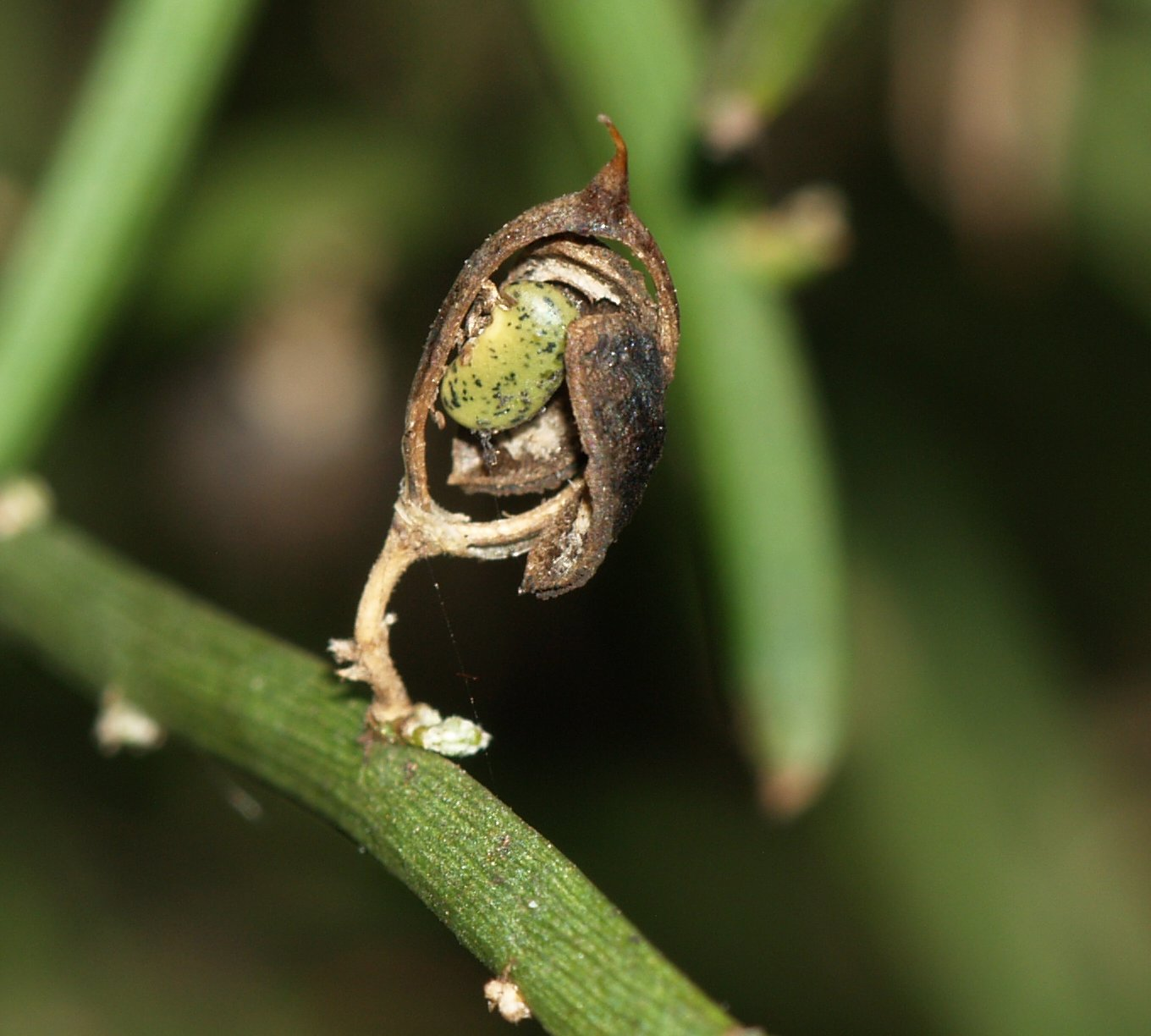
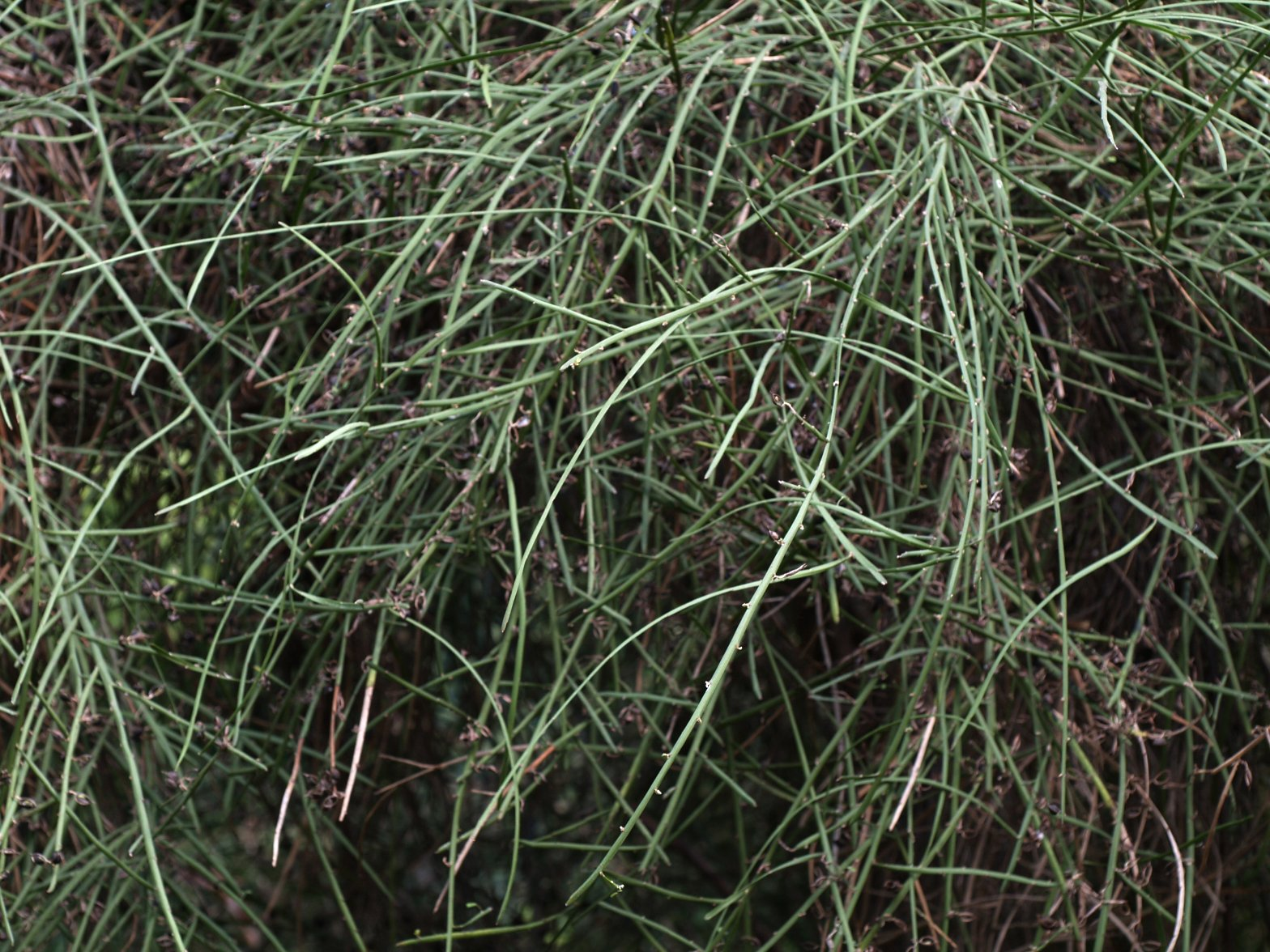
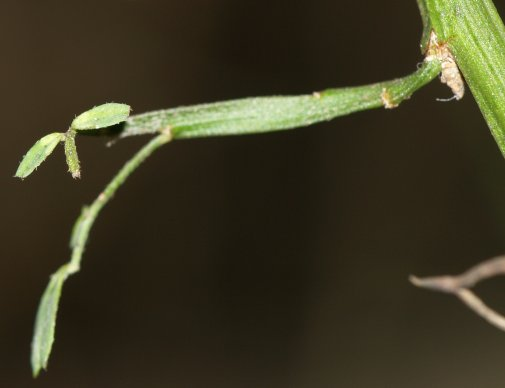